# Omri Afek
Omri Afek (en hebreo: עמרי אפק) (Kiryat Ono, Israel, 31 de marzo de 1979) es un ex-futbolista israelí que se desempeñaba tanto de defensa como de centrocampista.

## Trayectoria
Después de jugar en el Hapoel Tel Aviv FC, fichó en el 2003 por el Racing de Santander, coincidiendo con sus compatriotas Yossi Benayoun y Dudu Aouate, y al final de la temporada 2003-04 logró uno de los dos goles del equipo cántabro ante el Club Atlético Osasuna (1-2) que supusieron la permanencia del equipo en Primera División. A la temporada siguiente fue cedido a la UD Salamanca de la Segunda División.
Después de su paso por España volvió a Israel, donde jugó en el Beitar Jerusalén, Maccabi Haifa y en el Bnei Yehuda Tel Aviv. 

## Selección nacional
Con la selección israelí ha disputado un total de 27 partidos y ha marcado cinco goles.

## Estadísticas
| Club                      | País   | Año       | Partidos | Goles |
| ------------------------- | ------ | --------- | -------- | ----- |
| Hapoel Tel Aviv FC        | Israel | 1997-1998 | 0        | 0     |
| Maccabi Jaffa FC (cedido) | Israel | 1998-1999 | 17       | 3     |
| Hapoel Tel Aviv FC        | Israel | 1999-2003 | 84       | 16    |
| Racing de Santander       | España | 2003-04   | 25       | 2     |
| UD Salamanca (cedido)     | España | 2004-05   | 23       | 0     |
| Beitar Jerusalén          | Israel | 2005-2007 | 27       | 5     |
| Maccabi Haifa             | Israel | 2007-2009 | 35       | 3     |
| Bnei Yehuda Tel Aviv      | Israel | 2009-2011 | 31       | 1     |

## Palmarés
| Título                   | Club               | País   | Año  |
| ------------------------ | ------------------ | ------ | ---- |
| Premier League de Israel | Hapoel Tel Aviv FC | Israel | 2000 |
| Copa de Israel           | Hapoel Tel Aviv FC | Israel | 2000 |
| Premier League de Israel | Beitar Jerusalén   | Israel | 2007 |
| Copa Toto                | Maccabi Haifa      | Israel | 2008 |
| Premier League de Israel | Maccabi Haifa      | Israel | 2009 |